# 500 франків (П'єр і Марія Кюрі)
500 франків (П'єр і Марія Кюрі) — французька банкнота, ескіз якої розроблений 1 червня 1994 року і випущена в обіг Банком Франції з 22 березня 1995 року, яка вийшла на заміну банкноти 500 франків Паскаль. Банкнота відносилася до останньої серії франків до переходу на євро.

## Історія

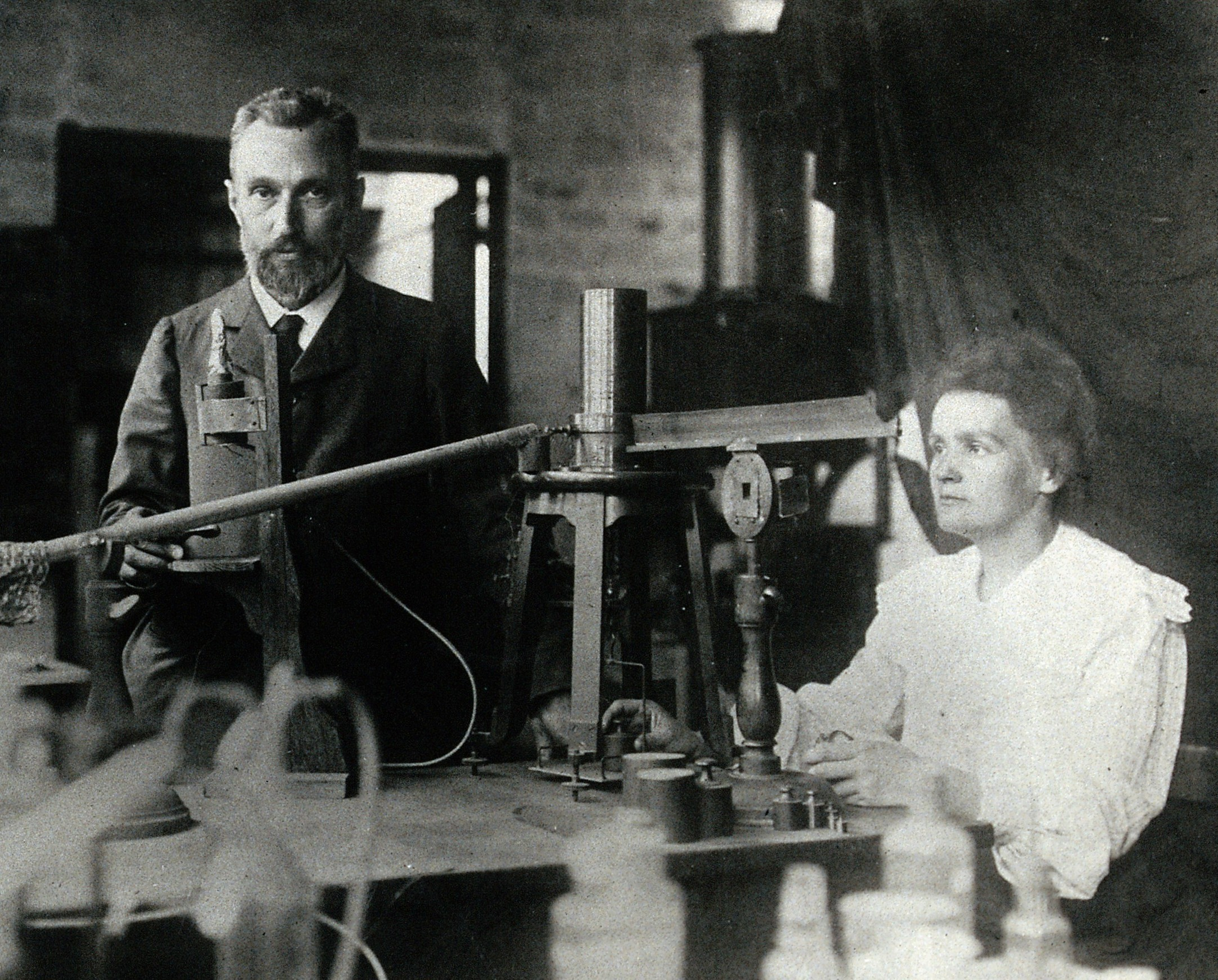
Вчені П'єр та Марія Кюрі — у лабораторії під час хімічних експериментів

Банкнота належала до третьої серії «відомих вчених і художників ХХ століття». Крім цієї купюри, на третій серії банкнот були зображені такі відомі персони Франції як Густав Ейфель, Антуан де Сент-Екзюпері i Поль Сезанн. У розробці дизайну франків цієї серії за результатами конкурсу взяв участь франко-швейцарській дизайнер Роже Пфунд. Також третя серія франків створювалася за концепцією: «в пам'ять відомих людей, які внесли свій внесок у формування історичної спадщини Франції». Ця серія друкувалася у 1994 — 2000 роках і була вилучена з обігу 18 лютого 2002, переставши бути законним платіжним засобом 17 лютого 2012 року, у зв'язку з переходом на євро.

## Опис
Банкноту розробив дизайнер Роже Пфунд. Домінуючі кольори зелений і лимонно-жовтий.
Аверс: праворуч портрети вчених Марії та П'єра Кюрі.
Реверс: зображення хімічної лабораторії з приладами для експериментів.
Водяний знак зображує портрет Марі Кюрі. Також були застосовані такі методи захисту від підробок як: вшита в папір металева смуга, мікродрукування, візерунок безбарвним чорнилом, фарби з переливчатими кольорами. 
Розміри купюри 153 мм х 80 мм.

## Джерело
- Перелік французьких банкнот [Архівовано 14 квітня 2012 у Wayback Machine.]
- Сайт нумізматики та боністики Франції